# Lukáš Rešetár
Lukáš Rešetár (* 28. April 1984 in Aš) ist ein tschechischer Futsalspieler.

## Vereinskarriere
Rešetár begann seine Karriere beim damaligen Zweitligisten SK Indoss Plzeň. In der Spielzeit 2005/06 gelang Indoss der Aufstieg in die 1. Liga. Anfang 2006 wurde Rešetár als „Talent des Jahres 2005“ ausgezeichnet.
Im Jahr 2007 wechselte Rešetár zum kroatischen Erstligisten MNK Split, mit dem der Angreifer in der Saison 2007/08 kroatischer Vizemeister wurde. Im Sommer 2008 wechselte Rešetár zum tschechischen Meister FK Era-Pack Chrudim.
Anfang 2010 wurde Rešetár zum besten tschechischen Futsalspieler des Jahres 2009 gewählt.

## Nationalmannschaft
Seit 2005 wird Rešetár regelmäßig in der tschechischen Nationalmannschaft eingesetzt, nachdem er in den Jahren 2003 und 2004 zu 16 Einsätzen in der U-21-Auswahl gekommen war.

## Fußball
Neben Futsal spielt Rešetár auch Fußball, allerdings nur auf Amateurebene. Er begann bei Jiskra Aš, mit 15 Jahren wechselte er in die Juniorenabteilung des FC Viktoria Pilsen, für dessen B-Mannschaft er später spielte. Im Alter von 21 Jahren ging Rešetár zum Viertligisten TJ Klatovy, 2008 wechselte er zum AFK Chrudim.